# 타우히드
타우히드(아랍어: توحيد)는 이슬람교에서 일신교적 개념이다. 타우히드는 이슬람교에서 가장 중요한 개념이며 신이 하나이며 일체임을 나타낸다.
타우히드는 이슬람의 신앙고백의 최상단을 구성한다. 샤하다의 첫 부분(이슬람의 신앙 고백)은 신의 유일성에 대한 믿음의 고백이다. 이슬람교도들은 이슬람 교리의 완전성이 타우히드라는 신조에 기초한다고 믿는다.
타우히드의 고전적 정의는 하나의 신이자 신의 통일성을 선언하거나 믿는 것을 선호하는 것으로 제한된 것이다.

## 같이 보기
- 일신교
- 샤하다

## 참고 문헌
- Ramadan, Tariq (2005). 《Western Muslims and the Future of Islam》. Oxford University Press. ISBN 0-19-517111-X.